# Ilf en Petrov
Ilja Arnoldovitsj Fajnzilberg (Russisch: Илья Арнольдович Файнзильберг) (Odessa, 15 oktober 1897 – 13 april 1937) en Jevgeni Petrov, voluit Jevgeni Petrovitsj Katajev (Russisch: Евгений Петрович Катаев) (Odessa, 13 december 1903 – 2 juli 1942) waren twee Oekraïense schrijvers, die voornamelijk als schrijversduo opereerden.

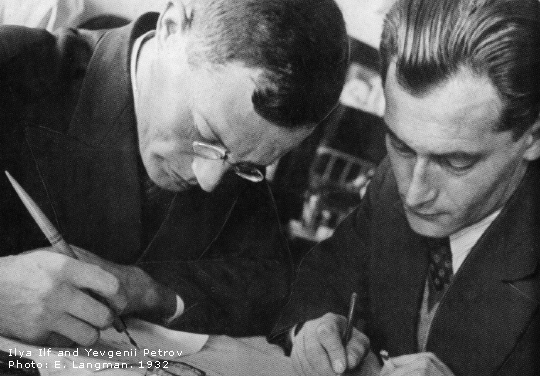
Ilja Ilf en Jevgeni Petrov

Ilja Ilf en Jevgeni Petrov werden in Rusland immens populair na de publicatie van twee satirische novellen, De Twaalf Stoelen, en het vervolg Het Gouden Kalf. Na dit succes wordt altijd aan hen gerefereerd met Ilf en Petrov. 
Ilja Ilf begon zijn schrijverscarrière als journalist. Ook Jevgeni Petrov begon als verslaggever en werkte ook nog korte tijd als detective. 
Allebei trokken zij, onafhankelijk van elkaar, in 1923 naar Moskou. Ilf begon met schrijven voor verschillende kranten en tijdschriften. In 1925 begon hij met het maken van satirische stukken voor het blad Goedok, waar hij Petrov ontmoette. Petrov werd journalist voor de krant Krasny Perets en werkte vanaf 1923 bij Goedok. De twee schrijvers begonnen samen te werken en dat resulteerde in 1928 in De Twaalf Stoelen,
In 1928 werd De Twaalf Stoelen uitgegeven en het werd in geen tijd immens populair en bereikte zelfs een cultstatus. Het boek behoort tot de meest gelezen en geciteerde boeken uit de Russische literatuur. Sommige zinnen uit de boeken van Ilf en Petrov maken tot op de dag van vandaag deel uit van het Russische taalgebruik. 
De hoofdpersoon in De Twaalf Stoelen en Het Gouden Kalf is de oplichter Ostap Bender. In De Twaalf Stoelen gaat Ostap op zoek naar een schat die vóór de Russische Revolutie in een stoel is verstopt. Hij weet handig gebruik te maken van de zwakke punten van de Russische bureaucratie en van de vele naïeve ambtenaren die hij op zijn weg tegenkomt. Het boek was een verhulde maar niet te miskennen kritiek op het Sovjetsysteem. Ondanks de overheidscensuur mocht het toch gepubliceerd worden.
De Twaalf Stoelen werd geschreven tijdens de Nieuwe Economische Politiek. 
Daarna publiceerden ze een verzameling satirische verhalen onder de titel 1001 nacht, oftewel de nieuwe Sjeherazade onder het pseudoniem F. Tolstojevski.
In 1931 volgde Het Gouden Kalf, en in 1933 en 1934 toerden de schrijvers samen door Europa. In 1935 en 1936 volgde een reis naar de Verenigde Staten. Hun verhalen verschenen in de vorm van een foto-essay in het tijdschrift Ogonjok, en niet lang daarna publiceerden zij hun boek Одноэтажная Америка, in het Nederlands vertaald als Amerika Eenhoog. 
Ilya Ilf overleed in 1937 aan tuberculose. Daarna schreef Petrov nog voor de Literatoernaja Gazeta en het tijdschrift Ogonjok en produceerde daarnaast ook filmscenario’s. 
Petrov kwam om het leven bij een vliegtuigongeluk op de Krim, waar hij oorlogsverslaggever was.

## Trivia
Een kleine planeet die in 1986 werd ontdekt door de Russische astronome Ljoedmila Karatsjkina in 1982, de 3668 Ilfpetrov, is naar hen vernoemd.

### Publicaties van Ilf en Petrov in Nederlandse vertaling
- Ilf & Petrow, De twaalf stoelen (Humoristische roman), (vert.: Siegfried van Praag), Meulenhoff, Amsterdam, 1931 (2e druk: Het Spectrum, Utrecht, 1953)
- Ilja Ilf & Jevgeni Petrov, De twaalf stoelen, (vert.: Frans Stapert), Bondi/Galerie Onrust, Amsterdam, 1993. ISBN 90-801544-1-5 (2e druk 1997 als Ooievaar Pocket, ISBN 90-5713-180-3, 2e (ie. 3e) druk Bondi/Pegasus, Amsterdam, ISBN 90-801544-1-5
- Ilja Ilf & Jevgeni Petrov, De twaalf stoelen en Het gouden kalf, (vert. Arie van der Ent), Wereldbibliotheek, Amsterdam, 1994. ISBN 90-284-1684-6

(Herdruk De twaalf stoelen in 2006 als Rainbow Pocket 831, ISBN 90-417-0630-5,
herdruk Het gouden kalf in 2006 als Rainbow Pocket 832, ISBN 90-417-0631-3)
- Ilja Ilf en Jevgeni Petrov, Het gouden kalf, (vert.: Frans Stapert) Bondi/Galerie Onrust, Amsterdam, 1994. ISBN 90-801544-2-3
- Ilja Ilf en Jevgeni Petrov, Een gouden kalf, (vert.: Nico Rijnenberg), Jason, Groningen, 1994. ISBN 90-9007379-5
- Ilja Ilf en Eug. Petrow, Een millionair in Sovjet-Rusland (= Het gouden kalf), (vert. G.H. van Balen en J. Feitsma), Amsterdam, 1993
- Ilja Ilf & Jevgeni Petrov, Jubelpakket, (Vert.: Arie van der Ent) Leiden, Pers no. 14, 1996. Geen ISBN
- Ilja Ilf & Jevgeni Petrov: Amerika eenhoog (vert.: Paul Janse), Wereldbibliotheek, Amsterdam, 2001. ISBN 90-284-1917-9
- Ilja Ilf & Jevgeni Petrov, De blauwe duivel (drie novellen), (vert.: Frans Stapert),Bondi,  Amsterdam, 1995. ISBN 90-801544-3-1